# كمرسوراخ (مقاطعة إسلام آباد غرب)
كمرسوراخ (بالفارسية: کمرسوراخ) هي قرية تقع في كرمانشاه في إيران. يقدر عدد سكانها بـ 103 نسمة بحسب إحصاء 2016.